# Чулпан (Стерлитамакский район)
Чулпа́н (баш. Сулпан) — деревня в Стерлитамакском районе Республики Башкортостан Российской Федерации. Входит в состав Услинского сельсовета. 

## География

### Географическое положение
Расстояние до:
- районного центра (Стерлитамак): 37 км,
- центра сельсовета (Верхние Услы): 9 км,
- ближайшей ж/д станции (Стерлитамак): 37 км.

## Население
| 2002 | 2009 | 2010 |
| ---- | ---- | ---- |
| 41   | ↘27  | ↘26  |